# Colapso de chimenea en Korba en 2009
El colapso de una chimenea en una planta energética en construcción en el estado de Chhattisgarh, en el centro de la India, el 23 de septiembre de 2009, cobró la vida de 40 trabajadores.
La chimenea de 100 metros de altura se vino abajo en la planta de la compañía Bharat Aluminium Company en la ciudad de Korba, a 250 kilómetros al norte de la capital estatal Raipur.
"Hemos hallado 39 cadáveres hasta el momento y uno de los ocho hospitalizados sucumbió a las heridas sufridas", dijo el funcionario policial Vivek Sharma, que supervisó las operaciones de rescate.
No se sabe exactamente cuántas personas trabajaban en el momento del accidente, sufrido tras fuertes lluvias. Citando fuentes de la policía, a la agencia, se precisa que unas 100 personas entre obreros e ingenieros trabajaban en torno a la chimenea de la planta en el momento del accidente.

## Reacciones
El gobierno de Chhattisgarh ordenó una investigación judicial del caso, mientras la policía desplegó fuerzas adicionales para evitar la violencia que podría surgir por parte de los trabajadores indignados por el accidente.
Aunque muchos culpan a las inclemencias del tiempo por este incidente, el ministro regional Brijmohan Agrawal responsabilizó a la compañía por utilizar materiales de mala calidad.
Luego de conocerse el hecho, decenas de trabajadores atacaron la sede de la empresa y golpearon a algunos directivos.
El capital de la empresa Balco pertenece en un 51 por ciento al grupo Vedanta PLc, que cotiza en la bolsa de Londres.